# Трудноћа
Трудноћа (друго стање, гравидитет, гестација) настаје усађивањем оплођене јајне ћелије у ендометријум материце. Жена која је по први пут трудна назива се примипара, примигравида или првороткиња, а жена која је више пута рађала је мултипара, мултигравида или вишероткиња. Вишеструка трудноћа обухвата више од једног детета, као што су близанци. До трудноће може доћи услед сексуалног односа или примене репродуктивне технологије. До порођаја типично долази након 40 недеља од задњег менструалног периода. То је нешто мало више од девет месеци, узимајући да сваки месец има 31 дан. Кад се мери полазећи од оплодње, трудноћа траје око 38 недеља. Ембрион је потомак у развоју током првих осам недеља након оплодње, након чега се користи термин фетус до рођења. Симптоми ране трудноће могу да обухватају пропуштене периоде, осетљиве груди, мучнину и повраћање, глад, и честу уринацију. Трудноћа се може потврдити помоћу теста за трудноћу.
Трудноћа се типично дели у три тромесечја. Прво тромесечје је од прве недеље до дванаесте и обухвата концепцију, што је када сперматозоид оплоди јаје. Оплођено јаје затим путује низ јајовод и причвршћује се на унутрашњост материце, где започиње формирање ембриона и постељице. Током првог тромесечја, могућност побачаја (природне смрти ембриона или фетуса) је највећа. Друго тромесечје је од 13-е недеље до 28. Око средине другог тромесечја, може се осетити кретање фетуса. Са 28 недеља, више од 90% беба могу да преживе изван материце ако им се пружи медицинска нега високог квалитета. Треће тромесечје је од 29 недеља до 40 недеља.
Пренатална нега побољшава исходе трудноће. Пренаталном негом могу да буду обухваћени унос додатанте фолне киселине, избегавање дрога и лекова, редовно вежбање, крвни тестови, и редовни физички прегледи. Компликације трудноће могу да обухватају поремећаје високог крвног притиска, гестациони дијабетес, дефициентну анемију гвожђа, и тешку мучнину и повраћање између осталог. У идеалном случају порођај почиње самостално када жени дође време. Сматра се да је трудноћа трајала цео термин када је гестација обухватала 39 до 41 недеље. Након 41 недеље је касна трудноћа, а након 42 недеље пост-трудноћа. Бебе рођене пре 39 недеље се сматрају рано рођеним, док су рођене пре 37 недеља недоношчад. Недоношчад имају повишени ризик од здравствених проблема као што је церебрална парализа. Порођај пре 39 недеља путем индукције порођаја или царским резом се не препоручује осим ако је неопходно из других медицинских разлога.
Године 2012 је било 213 милиона трудноћа, од чега се 190 милиона (89%) одвило у земљама у развоју и 23 милиона (11%) у развијеном свету. Број трудноћа код жена узраста 15 до 44 година је био 133 на 1.000 жена. Око 10% до 15% препознатих трудноћа је окончано побачајем. Године 2016, компликације услед трудноће су резултирале у 230.600 смртних случајева, што је смањење у односу на 377.000 смртна случаја 1990. године. Најчешћи узроци су крварење, инфекције, хипертензивне болести трудноће, порођајна запречења, и компликације везане за спонтани побачај, ванматеричну трудноћу, или абортус. Глобално, 44% трудноћа су непланиране. Преко половине (56%) непланираних трудноћа бива абортирано. Међу нежељеним трудноћама у Сједињеним Државама, 60% жена је користило контролу рађања у некој мери током месеца настанка трудноће.

## Фазе зачећа
Оплођење настаје спајањем зреле јајне ћелије и сперматозоида у јајоводу. Овулацијом из де Графовог фоликула зрела јајна ћелија доспијева у лумен јајовода, гдје бива опкољена сперматозоидима који настоје продријети у њу. По пробијању спољашње опне јајне ћелије и уласка сперматозоида у њу, долази до згушњавања опне која на тај начин спречава остале сперматозоиде да продру у њу. При продору у јајну ћелију долази до мешања садржаја сперматозоида са једром јајне ћелије. Ембрионални развитак започиње непосредно након оплодње и одвија се у четири фазе:
- браздање
- формирање клициних листића
- оснивање органа
- хистолошка диференцијација органа

Оплођена јајна ћелија под дјеловањем перисталтичких покрета јајовода и водене струје која настаје кретањем трепљи епитела у тубама доспијева у шупљину материце и тада долази до нидације, односно имплантације оплођеног јајашцета. Усађена јајна ћелија назива се заметак или ембрион. По завршеној органогенези, послије трећег мјесеца трудноће заметак постаје плод односно фетус.

## Трајање трудноће
Нормална трудноћа траје десет лунарних мјесеци или девет календарских мјесеци, односно 40 недеља или 280 дана. Ако дође до прекида трудноће прије половине седмог мјесеца, тај прекид се назива побачајем, јер плод није способан за ванматерични живот. Порођајем се назива сваки прекид трудноће послије половине седмог мјесеца.
Према времену када се догоди, порођај може бити превремени, на вријеме и каснији, а новорођенче недонесено (прематурус), донесено (матурус) и пренесено (постматурус). Недоношче по педијатријским параметрима је свако дијете мање тјелесне тежине од 2.500 грама.

## Плацента
Плацента (постељица) се ствара крајем трећег мјесеца трудноће. Она има веома важну и вишеструку функцију. Учествује у размјени материја између мајке и плода путем дифузије и осмозе, има заштитну улогу јер штити плод од инфекција, а поред тога у њој се лучи прогестерон, хормон који служи за одржавање трудноће, и естроген. Пред крај трудноће плацента је тешка око 500 g, са пречником од 16 до 20 cm, и састављен је од 16 до 20 котиледона.

## Дијагноза трудноће
Поставља се на основу анамнестичких података и објективног прегледа труднице. Промјене у организму жене изазване гравидитетом називају се знацима трудноће и дјеле се у три групе:
- сигурни знаци трудноће
- несигурни знаци трудноће
- вјероватни знаци трудноће

### Несигурни знаци трудноће
Под несигурним знацима подразумијевају се они знаци који су карактеристични за трудноћу али се могу наћи и код жена које нису гравидне, па и код мушкараца. То су мучнине, осјећај гађења, пигментација на појединим дијеловима коже, повећање стомака и бокова, промјене у расположењу и други.
У неким случајевима трудноћу прате и симптоми као што су умор, преосетљивост на мирисе и губитак апетита.

### Вјероватни знаци трудноће
Вјероватни знаци су промјене које се манифестују на полним органима и грудима жене. То су изостанак менструације, увећање и размекшавање материце, увећање дојки и појава колострума односно првог млијека, ликвидитет слузнице вагине и грлића материце.

### Сигурни знаци трудноће
Сигурни знаци трудноће су постојање фетуса видљивог ултразвучним налазом, слушање срчаних тонова, опипавање дијелова тијела плода и присуство хормона трудноће у урину. Након оплодења, у организму жене се након 7-10 дана почињу појављивати мерљиве концентрације hCG, који се може доказивати из урина или крви жене.
Биолошки тестови који су се раније користили у доказивању трудноће као што су Гали Маинијева реакција, данас више нису у употреби.
Имунолошки тестови који се данас користе већином су засновани на употреби латекс честица. Може се доказати присуство Хуманог хорионског гонадотропина, чија се полипептидна бета подјединица користи у доказивању трудноће (скраћено b-hCG) у концентрацији од 25 mIU у урину жене, што је еквивалент периоду између четврте и пете седмице трудноће. Увијек се узима узорак првог јутарњег урина, јер је у њему концентрација b-hCG највећа.
Такође, може се урадити и одређивање концентрације b-hCG у крви. Оно се ради десетог дана по овулацији, и концентрација b-hCG у крви се код 85% нормалних трудноћа удвостручује сваких 72 часа у раној трудноћи.

## Развој органа плода
Људско срце почиње куцати у четвртој недјељи гестације. Путем ултразвука већ од шесте недјеље могуће је пратити срчане тонове фетуса. У петој недјељи дијете има око 80 откуцаја у минути а у деветој недјељи износи око 165 откуцаја. Покрети дисања опажени су у 10. недјељи трудноће. Развој плућа код фетуса започиње у 4 недјељи појавом плућног пупољка. Према већини аутора бубрези фетуса почињу функционисати од трећег мјесеца гестације, а до тог закључка се дошло на основу постојања урина у мокраћном мјехуру плода. До краја 18 седмице развијају се полни органи.